# 小倉隆史
小倉 隆史（おぐら たかふみ、1973年7月6日 - ）は、三重県鈴鹿市出身の元サッカー選手。サッカー指導者、解説者、タレント。2016シーズンにJリーグの名古屋グランパスのゼネラルマネージャー兼監督を務めた。現役時代のポジションはフォワード。

## 人物
愛称はオグ。現役時代は左足から繰り出す強烈なシュートを得意としていたことから「レフティーモンスター」（サッカーライターの金子達仁が命名）と呼ばれた天才プレイヤー。プロ入りから間もなく海外留学を経験し将来は日本代表の中心選手となることも期待された選手であったが、プロ5年目の日本代表合宿での怪我が原因となり以降は思うようなプレーができなかった。
プロ入り前の四日市中央工業高校時代は中西永輔・中田一三と同級生であり、3人は「四中工三羽烏」と呼ばれた。それぞれ別のJリーグクラブでプロデビューするものの、2000年にはジェフユナイテッド市原で3人揃って同じクラブでのプレーが実現した。なお、高校の1学年下には水原大樹がいた。

## 経歴

### プロ入り前
野球やソフトボールに携わっていた両親の影響もあり、幼少期は4歳上の兄とともに野球をしていた。小倉が小学校1年生の夏に地元の少年サッカーチームが三重県代表として全国大会に出場し、地元の野球チームは4年生からしか入れなかったこともあり、父の勧めで「足腰を鍛えるため」にサッカーチームに入る。3年生になると6年生のチームでプレーするなどサッカーの戦術的な楽しさが分かるようになり、以降はサッカーに打ち込むようになる。
高校は四日市中央工業高校に進学。3年生時には1991年度の『第70回全国高等学校サッカー選手権大会』で優勝（帝京高校との両校同時優勝）。この活躍が転機となり1993年開幕のJリーグ参加予定の複数クラブからのオファーを受けるが、『キャプテン翼』の影響などで漠然と「プロは海外でプレーするものだ」と考えていた小倉は、オファーのあった全てのクラブに「海外留学をさせてもらえるか」を尋ねた。多くのクラブが数ヶ月単位の回答であった中、名古屋グランパスエイトの監督であった平木隆三が「1年でも2年でも行けばいい」と答えたことが決め手となり、1992年に名古屋グランパスエイトに入団した。

### クラブ遍歴
| 天皇杯を制した1995年の名古屋 小倉 ストイコビッチ 平野 浅野 デュリックス 岡山 小川 大岩 トーレス 飯島 伊藤 |

Jリーグのプレマッチとして行われた1992年のJリーグカップでプロデビュー。
1993年にはオランダへと渡るが、当時のJリーグではレンタル移籍制度が採用されておらず「オランダ留学」とされていた。小倉は当初フェイエノールトに入るが当時はまだ日本人が海外に渡る環境が整っておらず、またフェイエノールトでは試合出場も難しかったことから、GMを務めていたビム・ヤンセンは小倉に「日本に帰る」か「エクセルシオールのテストを受ける」ことを提案する。小倉はビム・ヤンセンの紹介でエクセルシオールの練習試合に参加し、小倉のプレーを見たエクセルシオールの監督からの勧誘を受けて入団し、途中加入にもかかわらずリーグ戦で15得点を挙げて得点王争い加わった。
1994年にはフェイエノールトほか数々のクラブからオファーを受けるが、名古屋グランパスエイトからの帰国要請や、メキシコ五輪以来となる28年ぶりの五輪出場を目指す日本サッカー協会とU-22日本代表監督西野朗からの代表招集と強い説得もあったことから、全てのオファーを断りアトランタ五輪出場のためシーズン途中からJリーグに復帰した。復帰した1994年の名古屋はゴードン・ミルンが監督を務めていたが、年間9位であった前年以上の低迷を強いられており、小倉のボランチへのコンバートを試みるなど試行錯誤が繰り返された。
1995年にアーセン・ベンゲルが監督に就任すると名古屋は転換期を迎えるが、小倉は6月14日のアトランタ五輪アジア1次予選タイ戦で右ひざの靭帯を痛める怪我を負った。8月12日のNICOSシリーズ開幕戦から復帰するとストイコビッチと2トップを組んで活躍し、天皇杯では決勝で2ゴールを挙げて初タイトルに貢献した。
1996年2月、アトランタ五輪最終予選直前の合宿で右足後十字靭帯を断裂の大怪我を負う。日本国内で一度目の手術を受けるが、当時の日本では後十字靭帯の手術は難しく手術は失敗に終わった。この怪我によって得意の「左斜め45度から逆サイドを狙ったシュート」が打てなくなり、8ヶ月間のリハビリを受けながらリーグ戦は14試合に出場したものの1得点のみと大きく成績を落とす。オフに再手術を受けるためにオランダへと渡り、リハビリに1年半を要したために1997年は全休する。1998年シーズン途中に実戦復帰するものの、これ以降ひざの状態と成績が元に戻ることはなかった。
2000年にジェフユナイテッド市原（期限付き移籍）、2001年に東京ヴェルディ1969、2002年にコンサドーレ札幌と毎年移籍を繰り返し、2003年に移籍したJ2のヴァンフォーレ甲府で3年間を過ごす。2003年・2004年は中心選手として活躍しするが、2005年は若手の台頭と戦術面や大木武に対する批判などから出場機会を失い、この年甲府はJ1に昇格するものの、オフに小倉は戦力外通告を受けた。最後の出場は第36節のベガルタ仙台戦（仙台スタジアム）であった。
小倉は現役続行を希望して2006年1月10日の合同トライアウトに参加するが、オファーはなく2月10日に現役引退を宣言した。最後に所属した甲府がJ1としての初試合を行った2006年3月5日に、ホームスタジアムの山梨県小瀬スポーツ公園陸上競技場でのシーズン開幕戦（vs清水エスパルス）の試合前に小倉の引退セレモニーが行われた。

## 代表経歴
1994年に帰国すると、早々にファルカン率いる日本代表にも選ばれ、その年のキリンカップでA代表デビューを果たす。フランス戦では途中出場ながら三浦知良と2トップを組み、エリック・カントナ、ジャン＝ピエール・パパン、ディディエ・デシャン、マルセル・デサイーら錚々たるベストメンバーのフランスから劣勢の中、A代表初ゴールを奪う活躍を見せた。
アトランタ五輪に向けたU-22日本代表としても選出されチームの軸とも言える活躍をするが、日本代表としての1995年6月の試合中・1996年2月の練習中の2度の怪我を負い、特に2度目の怪我は致命的であった。小倉は怪我から復帰するものの、以降日本代表に選出されることはなかった。

## 引退後
引退後には、スーパーサッカーやNEWS23などの解説者として抜擢され、テレビ中継の解説 なども精力的に行っている。その一方で、2012年には日本サッカー協会のJFA 公認S級コーチライセンスを取得。
2015年6月1日付で名古屋グランパスのGM補佐に就任。2016年にはGM兼監督となり、前任の西野朗体制下でも足枷となっていたストイコビッチ体制で生じた若手の練度不足という負の遺産からの脱却のためにチームの全権が委ねられたが、「ビジネスライクで情を欠いた」とも受け取られた選手との交渉姿勢は田中マルクス闘莉王などの流出を招いた。1stステージ開幕戦から第10節までの9試合はほぼ5分の成績であったが、監督1年目の小倉は指導者としての経験不足だったとも指摘され、対策されると対応ができずに1stステージ第11節から2ndステージ第9節までの17試合で1勝も挙げることもできずに8月23日に事実上解任された。後任にはジュロヴスキーが就任して成績は上向くものの、このシーズンはクラブ史上最悪の連続未勝利18試合のワースト記録を作り、最終成績16位で初のJ2降格が決定した。11月19日に監督職については契約満了、GM職については、双方合意の上、契約解除することが発表された。（詳細は名古屋グランパスエイト#2016年を参照）
2017年3月11日、地元三重県のクラブで東海社会人サッカーリーグに所属するFC.ISE-SHIMAのクラブアドバイザーに就任した事が発表された。2018年12月より、FC.ISE-SHIMAの理事長に就任。2020年12月27日にFC.ISE-SHIMAの監督（理事長兼任）に就任した事が発表された。

## エピソード
- 四日市中央工業高校時代の背番号は17番（小倉が1年時に3年生でエースの水嶋勇夫が付けていた背番号。水嶋は抜群の得点感覚を持ち、バルセロナ五輪予選代表候補にも選出されていた）であった。サッカー選手としては補欠番号の印象ではあるが、四日市中央工業高校では17番は今もなおエースナンバーである。
- 2000年から2002年にかけて、所属先を変えながら3年連続でオールスターメンバーに選出されている。
- フリーキックには定評があり、名古屋時代はチームメイトで当時のエース、ジョルジーニョらに「俺に蹴らせてくれ」と頼んでいる姿もピッチの上でしばしば見られた。現に現役生活の後半ではFKのみならずCKなどプレースキックを数多く担っている。
- 『スーパーサッカー』（TBS系列）の2008年5月11日放送から小倉隆史プロデュース企画「ボレーの虎」がスタート、番組平均視聴率は4.6％を記録した。

## 所属クラブ
- 1980年度 - 1985年度 白子サッカー少年団
- 1986年度 - 1988年度 鈴鹿市立鼓ヶ浦中学校サッカー部
- 1989年度 - 1991年度 四日市中央工業高校サッカー部
- 1992年 - 2000年 名古屋グランパスエイト
  - 1993年7月 - 1994年5月 SBVエクセルシオール（期限付き移籍）[25]
  - 2000年 ジェフユナイテッド市原（期限付き移籍）[25]
- 2001年 東京ヴェルディ1969
- 2002年 コンサドーレ札幌
- 2003年 - 2005年 ヴァンフォーレ甲府

## 個人成績
| 国内大会個人成績 | 国内大会個人成績 | 国内大会個人成績 | 国内大会個人成績 | 国内大会個人成績 | 国内大会個人成績 | 国内大会個人成績 | 国内大会個人成績 | 国内大会個人成績 | 国内大会個人成績 | 国内大会個人成績 | 国内大会個人成績 |
| 年度             | クラブ           | 背番号           | リーグ           | リーグ戦         | リーグ戦         | リーグ杯         | リーグ杯         | オープン杯       | オープン杯       | 期間通算         | 期間通算         |
| 年度             | クラブ           | 背番号           | リーグ           | 出場             | 得点             | 出場             | 得点             | 出場             | 得点             | 出場             | 得点             |
| 日本             | 日本             | 日本             | 日本             | リーグ戦         | リーグ戦         | リーグ杯         | リーグ杯         | 天皇杯           | 天皇杯           | 期間通算         | 期間通算         |
| ---------------- | ---------------- | ---------------- | ---------------- | ---------------- | ---------------- | ---------------- | ---------------- | ---------------- | ---------------- | ---------------- | ---------------- |
| 1992             | 名古屋           | -                | J                | -                | -                | 10               | 5                | 0                | 0                | 10               | 5                |
| 1993             | 名古屋           | -                | J                | 0                | 0                | 0                | 0                | -                | -                | 0                | 0                |
| オランダ         | オランダ         | オランダ         | オランダ         | リーグ戦         | リーグ戦         | リーグ杯         | リーグ杯         | KNVBカップ       | KNVBカップ       | 期間通算         | 期間通算         |
| 1993-94          | エクセルシオール |                  | エールステ       | 31               | 14               | 2                | 4                | -                | -                | 33               | 18               |
| 日本             | 日本             | 日本             | 日本             | リーグ戦         | リーグ戦         | リーグ杯         | リーグ杯         | 天皇杯           | 天皇杯           | 期間通算         | 期間通算         |
| 1994             | 名古屋           | -                | J                | 23               | 5                | 1                | 0                | 2                | 0                | 26               | 5                |
| 1995             | 名古屋           | -                | J                | 37               | 14               | -                | -                | 5                | 5                | 42               | 19               |
| 1996             | 名古屋           | -                | J                | 14               | 1                | 4                | 2                | 0                | 0                | 18               | 3                |
| 1997             | 名古屋           | 11               | J                | 0                | 0                | 0                | 0                | 0                | 0                | 0                | 0                |
| 1998             | 名古屋           | 19               | J                | 13               | 1                | 0                | 0                | 2                | 1                | 15               | 2                |
| 1999             | 名古屋           | 19               | J1               | 3                | 0                | 4                | 0                | 0                | 0                | 7                | 0                |
| 2000             | 市原             | 31               | J1               | 24               | 3                | 1                | 1                | 3                | 1                | 28               | 5                |
| 2001             | 東京V            | 19               | J1               | 25               | 3                | 1                | 0                | 3                | 0                | 29               | 3                |
| 2002             | 札幌             | 17               | J1               | 27               | 7                | 6                | 1                | 1                | 0                | 34               | 8                |
| 2003             | 甲府             | 16               | J2               | 27               | 10               | -                | -                | 3                | 1                | 30               | 11               |
| 2004             | 甲府             | 11               | J2               | 40               | 6                | -                | -                | 1                | 0                | 41               | 6                |
| 2005             | 甲府             | 11               | J2               | 8                | 2                | -                | -                | 0                | 0                | 8                | 2                |
| 通算             | 日本             | 日本             | J1               | 166              | 34               |                  |                  |                  |                  |                  |                  |
| 通算             | 日本             | 日本             | J2               | 75               | 18               | -                | -                | 4                | 1                | 79               | 19               |
| 通算             | オランダ         | オランダ         | エールステ       | 31               | 14               | 2                | 4                | -                | -                | 33               | 18               |
| 総通算           | 総通算           | 総通算           | 総通算           | 153              | 67               |                  |                  |                  |                  |                  |                  |

その他の公式戦
- 1992年9月5日 - プロデビュー (ナビスコカップ) - 清水エスパルス戦 (瑞穂陸上競技場)
- 1992年9月5日 - プロ初ゴール (ナビスコカップ) - 清水エスパルス戦 (瑞穂陸上競技場)
- 1996年 - サントリーカップ 2試合0得点

## 出場大会
- 1991年度 第70回全国高等学校サッカー選手権大会 (帝京高校と両校同時優勝)

## 代表歴
- 1994年5月22日 - A代表初出場 (キリンカップ) - オーストラリア代表戦
- 1994年5月29日 - A代表初ゴール (キリンカップ) - フランス代表戦

### 出場大会など
- 1996年 アトランタオリンピック予選

### 試合数
- 国際Aマッチ 5試合 1得点 (1994年)[2]

| 日本代表 | 国際Aマッチ | 国際Aマッチ |
| 年       | 出場        | 得点        |
| -------- | ----------- | ----------- |
| 1994     | 5           | 1           |
| 通算     | 5           | 1           |

### 出場
| No. | 開催日         | 開催都市 | スタジアム                         | 対戦相手       | 結果 | 監督                         | 大会             |
| --- | -------------- | -------- | ---------------------------------- | -------------- | ---- | ---------------------------- | ---------------- |
| 1.  | 1994年05月22日 | 広島県   | 広島広域公園陸上競技場             | オーストラリア | △1-1 | パウロ・ロベルト・ファルカン | キリンカップ     |
| 2.  | 1994年05月29日 | 東京都   | 国立霞ヶ丘競技場陸上競技場         | フランス       | ●1-4 | パウロ・ロベルト・ファルカン | キリンカップ     |
| 3.  | 1994年07月08日 | 愛知県   | 名古屋市瑞穂公園陸上競技場         | ガーナ         | ○3-2 | パウロ・ロベルト・ファルカン | アシックスカップ |
| 4.  | 1994年07月14日 | 兵庫県   | 神戸総合運動公園ユニバー記念競技場 | ガーナ         | ○2-1 | パウロ・ロベルト・ファルカン | アシックスカップ |
| 5.  | 1994年10月09日 | 広島県   | 広島県立びんご運動公園陸上競技場   | ミャンマー     | ○5-0 | パウロ・ロベルト・ファルカン | アジア大会       |

### 得点数
| # | 開催日         | 開催地 | 会場                       | 相手     | 結果 | 大会         |
| - | -------------- | ------ | -------------------------- | -------- | ---- | ------------ |
| 1 | 1994年05月29日 | 東京都 | 国立霞ヶ丘競技場陸上競技場 | フランス | ●1-4 | キリンカップ |

## 指導歴
- 2016年 - 同年8月 名古屋グランパス 監督兼GM
- 2021年 - FC.ISE-SHIMA 理事長兼監督

## 関連情報

### テレビ・ラジオ番組
- スーパーサッカー → S☆1・スパサカ（2006年 - 2015年、TBS系列）
- TBS系列（TBS、BS-TBS、TBSチャンネル）のサッカー中継における解説者（2006年 - 2015年）
- スーパーサッカー・ボレーの虎2013（2013年、TBSチャンネル）
- ドデスカ!（メ〜テレ、隔週金曜コメンテーター）

### バラエティー番組
- クロノス『逃走中』（2007年4月23日、フジテレビ）
- クロノス 『解除中』 (2007年9月17日、フジテレビ)
- クロノス『生還中』 (2007年9月24日、フジテレビ)